# Ori (Gwiezdne wrota)
Ori – fikcyjna rasa ze świata Gwiezdnych wrót występująca w serialu Stargate SG-1.
Ori wywodzą się od Alteran, od których pochodzi także frakcja Pradawnych. Są to istoty, które dokonały ascendencji i „żyją” na wyższym niż ludzie poziomie egzystencji, w postaci czystej energii. Są wrogo nastawieni do Pradawnych, którzy ochraniają ludzi przed ich mocą.
Rasa ta pojawiła się po raz pierwszy w 9 sezonie serialu Gwiezdne wrota, w drugiej części odcinka Avalon. Po obaleniu Goa’uldów, stają się głównymi przeciwnikami mieszkańców galaktyki. Chcą nawrócić wszystkich „niewiernych”, podając się za jedynych, prawdziwych bogów. Wysyłają na zamieszkane planety swoich kapłanów, którzy manifestują swoją moc i skłaniają lokalną ludność do przyjęcia wiary w Ori. W przypadku odmowy dążą do całkowitej zagłady „niewiernych”.